# Scharzfeld
Scharzfeld is een deel van de gemeente Herzberg am Harz in het landkreis Göttingen in
Nedersaksen in Duitsland. Scharzfeld ligt aan de Uerdinger Linie, in het traditionele gebied van de Nederduitse dialect Oostfaals. Scharzfeld ligt niet ver van de grens van Thüringen. In 2006 had Scharzfeld 1765 inwoners.

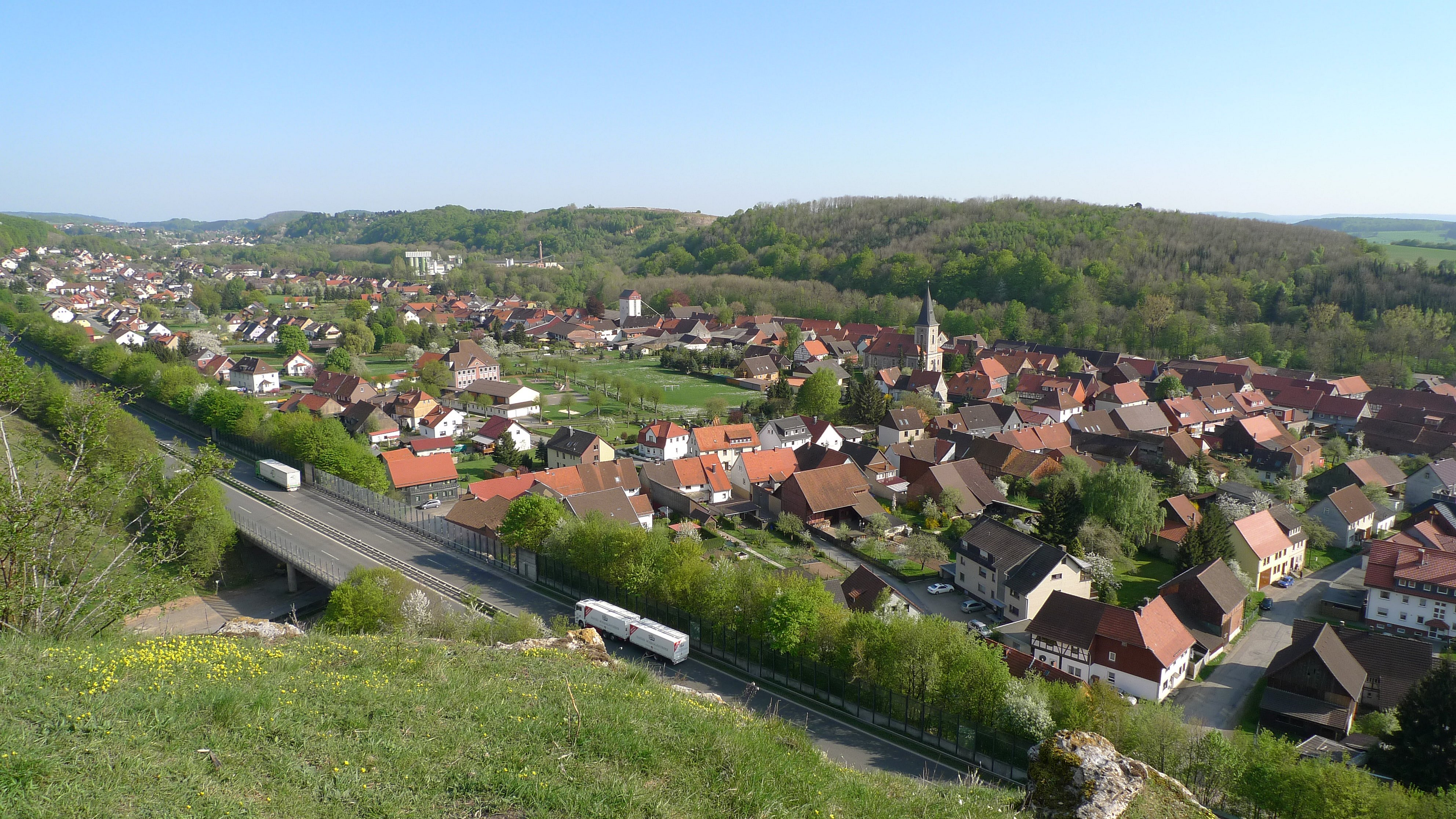
Scharzfeld
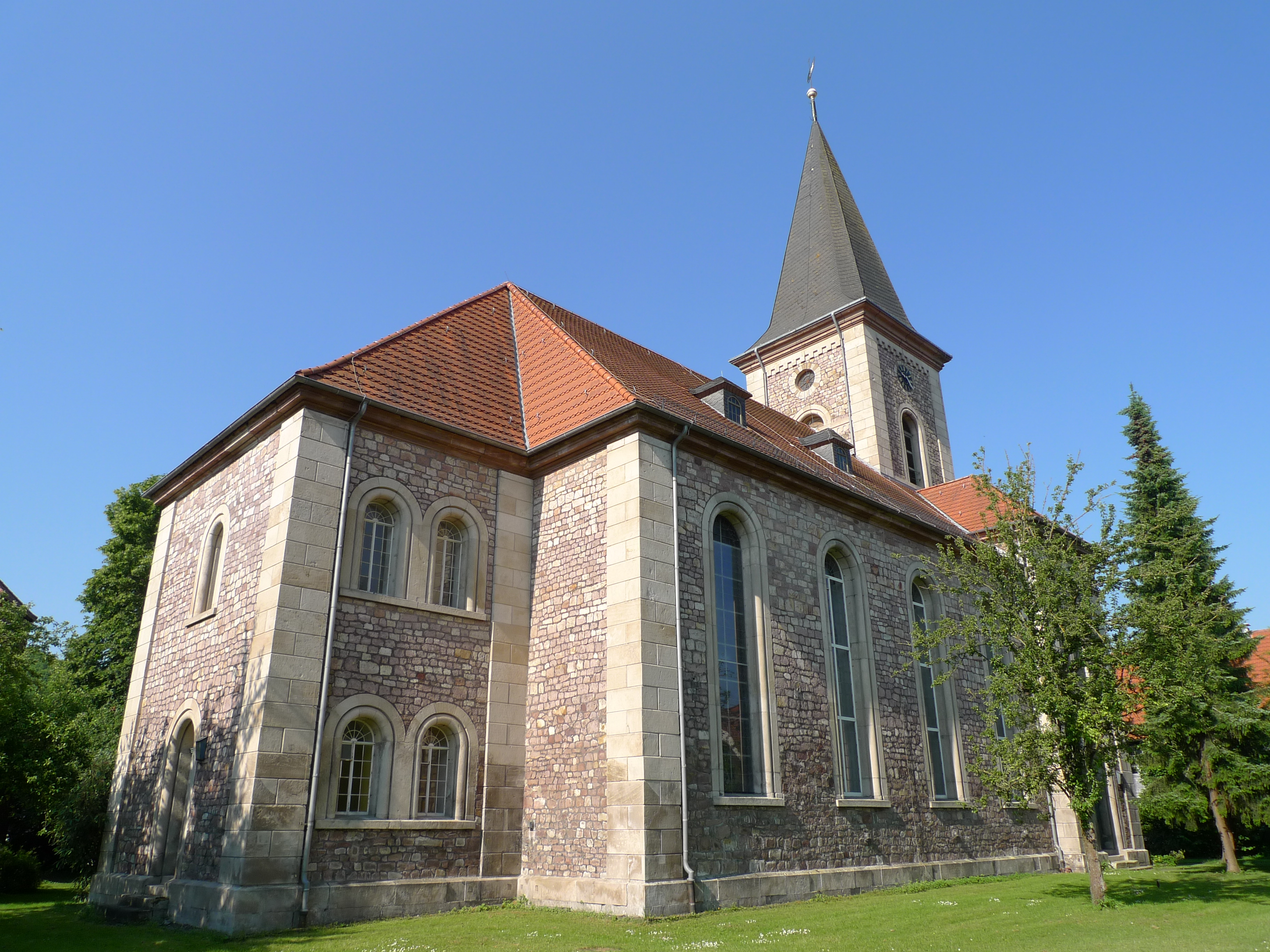
Kerk van Scharzfeld